# Kinh Đại Bát-niết-bàn
Kinh Đại Bát-niết-bàn (pi. Mahāparinibbāṇa Sutta) là bộ kinh do Phật Thích Ca Mâu Ni thuyết trước khi Ngài qua đời. Tại Việt Nam, có hai bản Kinh Niết Bàn của Phật giáo Nam Tông và Phật giáo Bắc Tông. Kinh Đại Bát Niết bàn của Nam tông, được tìm thấy trong Kinh Trường Bộ, [Kinh Đại Bát Niết Bàn, (Hệ Pali), Việt dịch: Hòa thượng Thích Minh Châu, Viện Nghiên cứu Phật Học Việt Nam ấn hành năm 1991]. Còn Kinh Đại Bát Niết Bàn của Phật giáo Bắc Tông bao gồm hai bản: (1) Phật Thuyết Phương Đẳng Bát Nê Hoàn Kinh, do ngài Dharmaaksa (Đàm Vô Sấm)(265-316), đời Tây Tấn dịch và (2) Đại Bát Nê Hoàn Kinh, do ngài Pháp Hiển và Buddhabadhra (Phật đà da xá) đời Đông Tấn (317-420) dịch.. Bản Việt ngữ của Phật giáo Bắc Tông do Hòa thượng Thích Trí Tịnh dịch từ bản Hán văn, tịnh xá Minh Đăng Quang, Hoa Kỳ tái xuất bản năm 1990, dày 1500 trang gồm tất cả 29 phẩm (chương), được phân ra làm hai quyển, quyển 1 từ phẩm 1 đến phẩm thứ 21 và quyển hai từ phẩm 22 đến phẩm 29.:

## Nội dung
Kinh Đại Bát Niết Bàn, vì là lời nói sau cùng của Phật Tổ, trước khi Ngài viên tịch, nên bao quát hầu như đủ mọi thắc mắc của chúng sinh. Vì thời gian có hạn nên lời Ngài dạy rất cô đọng, nhưng minh bạch, rõ ràng.

## Hình thức
Bản dịch của hòa thượng Thích Trí Tịnh gồm 29 phẩm như sau:
| 01. Phẩm Tự 02. Phẩm Thuần Đà 03. Phẩm Ai Thán 04. Phẩm Trường Thọ 05. Phẩm Kim Cang Thân 06. Phẩm Danh Tự Công Đức 07. Phẩm Tứ Tướng 08. Phẩm Tứ Y 09. Phẩm Tà Chánh 10. Phẩm Tứ Đế | 11. Phẩm Tứ Đảo 12. Phẩm Như Lai Tánh 13. Phẩm Văn Tự 14. Phẩm Điếu Dụ 15. Phẩm Nguyệt Dụ 16. Phẩm Bồ Tát 17. Phẩm Đại Chúng Vấn 18. Phẩm Hiện Bịnh 19. Phẩm Thánh Hạnh 20. Phẩm Phạm Hạnh | 21. Phẩm Anh Nhị Hạnh 22. Phẩm Quang Minh Biến Chiếu Cao Quý Đức Vương Bồ Tát 23. Phẩm Sư Tử Hống Bồ Tát 24. Phẩm Ca Diếp Bồ Tát 25. Phẩm Kiều Trần Như 26. Phẩm Di Giáo 27. Phẩm Ứng Tận Hường Nguyên 28. Phẩm Trà Tỳ 29. Phẩm Cúng Dường Xá Lợi |